# Drama Desk Award
Der Drama Desk Award ist ein New Yorker Theaterpreis, der jährlich in mehreren Kategorien vergeben wird. Er ist der einzige New Yorker Theaterpreis, der nicht nach den Kategorien Broadway-, Off-Broadway- und Off-Off-Broadway-Produktionen getrennt vergeben wird, so dass auch große professionelle Musicalproduktionen und kleine Hinterhofproduktionen in einer Kategorie gegeneinander antreten. Er wird seit 1955 vergeben und gilt neben den Tony Awards als bedeutendster New Yorker Theaterpreis.

## Geschichte
Der Organisation Drama Desk wurde 1949 von New Yorker Theaterkritikern, Journalisten, Redakteuren und Verlegern gegründet, um das Publikum in Sachen Theater weiterzubilden. 1955 wurden die ersten Vernon Rice Awards vergeben. Sie waren nach dem Theaterkritiker Vernon Rice benannt, der ein Pionier der Kritik auch von Off-Broadway-Produktionen in der New Yorker Presse war. Zunächst wurden nur Off-Broadway-Aufführungen geehrt, bis 1969 auch Broadway-Produktionen hinzukamen. 1964 wurde der Name des Preises geändert. Seit 1975 werden zusätzlich zu den Gewinnern auch die Nominierten für jeden Preis verkündet. Um ihrem Ziel der Weiterbildung treu zu bleiben, veranstaltet die Organisation auch Publikumsdiskussionen mit Theaterschaffenden.

## Ablauf

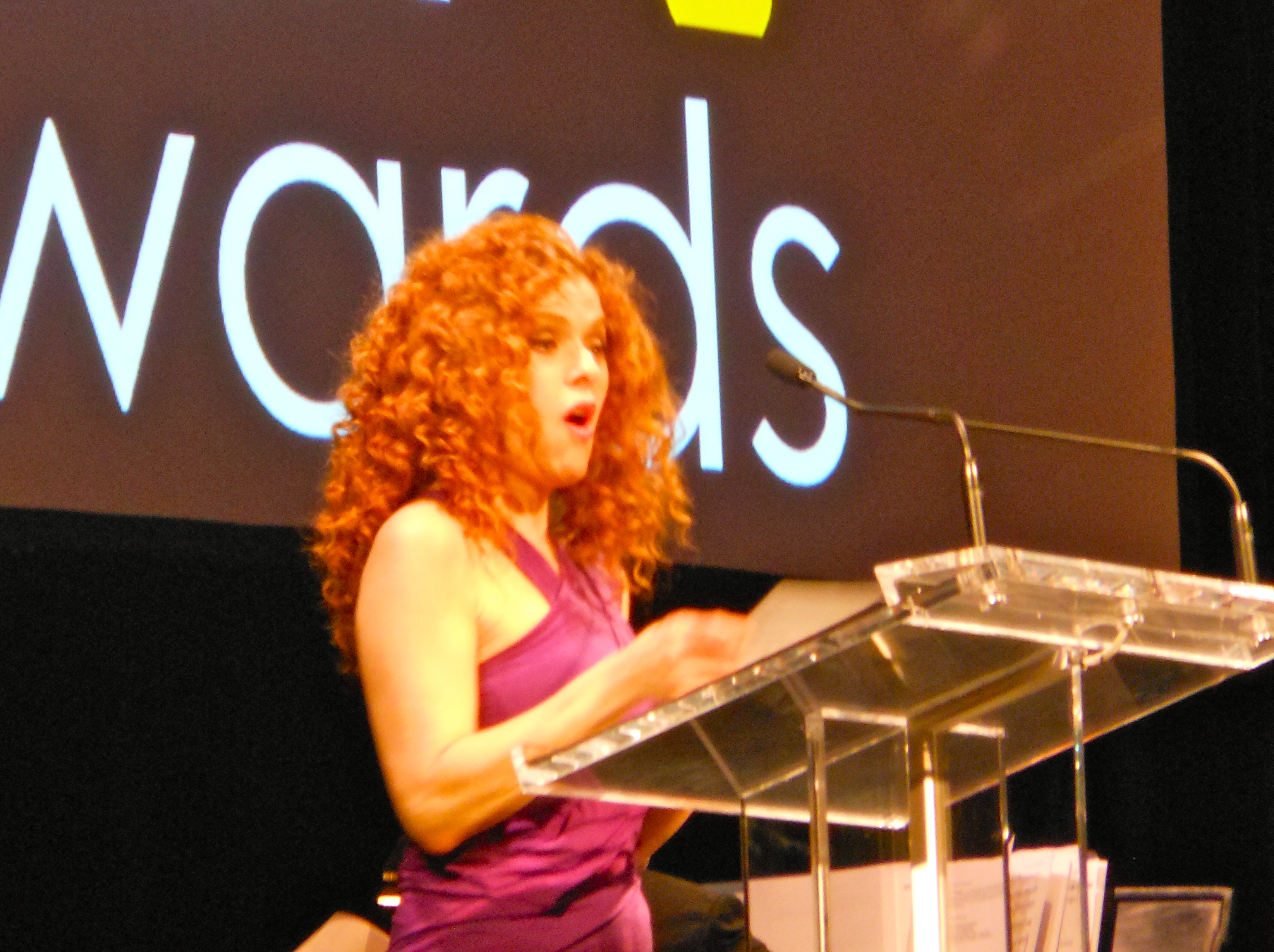
Bernadette Peters bei der Preisverleihung 2012

Alle Mitarbeiter und die Mitglieder der Nominierungsjury arbeiten ehrenamtlich, die Organisation ist als gemeinnützig anerkannt. Mehr als 140 Kritiker, Journalisten und Redakteure wählen die Preisträger aus den nominierten Produktionen und Personen aus. Die jährliche Preisverleihungsfeier findet häufig in der LaGuardia Concert Hall der Fiorello H. LaGuardia High School im Lincoln Center statt.

## Preisträger
Für Edward Albee, Wendy Wasserstein und George C. Scott war der Drama Desk Award der erste Theaterpreis, mit dem sie geehrt wurden. Zu den bisherigen Preisträgern gehören auch Pernell Roberts, Bernadette Peters, Dustin Hoffman, Al Pacino, Catherine Zeta-Jones und Michael Mayer sowie Stücke wie Driving Miss Daisy, Other People's Money, Red, Steel Magnolias und The Boys in the Band.

## Preiskategorien

### Schauspiel
- Schauspiel (Outstanding Play)
- Neuinszenierung eines älteren Schauspiels (Outstanding Revival of a Play)
- Hauptdarsteller in einem Schauspiel (Outstanding Actor in a Play)
- Hauptdarstellerin in einem Schauspiel (Outstanding Actress in a Play)
- Nebendarsteller in einem Schauspiel (Outstanding Featured Actor in a Play)
- Nebendarstellerin in einem Schauspiel (Outstanding Featured Actress in a Play)
- Schauspielregie (Outstanding Director of a Play)
- Schauspielmusik (Outstanding Music in a Play)

### Musical
- Musical (Outstanding Musical)
- Neuinszenierung eines älteren Musicals (Outstanding Revival of a Musical)
- Hauptdarsteller in einem Musical (Outstanding Actor in a Musical)
- Hauptdarstellerin in einem Musical (Outstanding Actress in a Musical)
- Nebendarsteller in einem Musical (Outstanding Featured Actor in a Musical)
- Nebendarstellerin in einem Musical (Outstanding Featured Actress in a Musical)
- Musicalregie (Outstanding Director of a Musical)
- Musik (Outstanding Music)
- Songtexte (Outstanding Lyrics)
- Buch (Book of a Musical)
- Orchestrierung/Arrangement (Outstanding Orchestrations)

### Schauspiel und Musical
- Regisseur (Outstanding Director)
- Choreographie (Outstanding Choreography)
- Bühnenbild (Outstanding Set Design)
- Kostüme (Outstanding Costume Design)
- Lichtdesign (Outstanding Lighting Design)
- Sounddesign (Outstanding Sound Design)
- Neuinszenierung eines älteren Werks (Outstanding Revival)
- Einzigartige Theatererfahrung (Unique Theatrical Experience)
- Ein-Personen-Show (Outstanding One-Person Show)
- Revue (Outstanding Revue)
- Projektion und Videodesign (Outstanding Projection and Video Design)[9]
- Special Award